# Rotifera
Os Rotifera ou rotíferos (do latim rota, roda + fera, do grego "phoros", aqueles que possuem) são um filo de animais aquáticos e microscópicos. O seu nome deriva do latim para “roda”, com referência à coroa de cílios que rodeiam a boca destes animais e que se movem rapidamente, para captar as partículas de alimento, parecendo uma roda a girar.
Por causa do seu pequeno tamanho e falta de peças duras, os rotíferos não fossilizam facilmente e o mais antigo que se conhece foi encontrado em âmbar da República Dominicana e data do período Eoceno, mas são comuns fósseis da espécie Habrotrocha angusticollis em turfa com 6000 anos (período Pleistoceno) em Ontário, no Canadá.
Conhecem-se cerca de 1700 espécies de rotíferos de vida livre, que vivem na maior parte das massas de água doce, incluindo pequenas poças de chuva, no solo húmido e também se encontram em musgos e líquenes que crescem em troncos de árvores e pedras, ou mesmo sobre fungos, crustáceos ou larvas aquáticas de insectos. Algumas espécies nadam livremente na água, mas outras são sésseis, agarrando-se a qualquer substrato, seja ele fixo ou flutuante.Os rotíferos são encontrados em todos os biomas terrestres, desde poças de água de chuva até grandes lagos de água fresca, também no meio de grãos de areia, e poucos em água salgada. São animais protostômios que são incluídos na meiofauna por serem multicelulares. A maioria das espécies é planctônica e podem contribuir com até 30% da biomassa total do plâncton. Em conseqüência disso, o conhecimento sobre a biologia dos rotíferos é baseado nas espécies planctônicas (RICCI; BALSAMO, 2000).
Eles estão em praticamente todos os lagos, lagoas e rios, em pedaços de musgos na floresta úmida, nas regiões tropicais e até mesmo em terrenos gelados do Ártico. Um lugar praticamente garantido para encontrar alguns é na beira de uma lagoa ou lago. Há rotíferos marinhos, mas a grande maioria ocorrem em água doce. Rotíferos possuem cerca de 0,1-0,5 mm de comprimento (embora o seu tamanho pode variar de 50 μm a mais de 2 milímetros). Alguns rotíferos são de natação livre e verdadeiramente planctônicas, outros se movem ao longo de um substrato, e alguns são sésseis, vivendo dentro de tubos ou superfícies gelatinosas que estão ligados a um substrato. Cerca de 25 espécies são coloniais (por exemplo, Sinantherina semibullata), sésseis ou planctônicas. Rotíferos são uma parte importante do zooplâncton de água doce, sendo um dos principais e com muitas espécies também contribuindo para a decomposição da matéria orgânica do solo. Em alguns estudos mais recentes, os rotíferos são classificados com acantocéfalos em um clado maior chamado Syndermata. Os membros da classe Bdelloidea encontram-se ocasionalmente em água salobra ou marinha. Estes rotíferos são capazes de sobreviver à dessecação, através do processo chamado criptobiose (ou anidrobiose), assim como os seus ovos – de facto, os embriões mais velhos têm mais possibilidade de vingar.

## Morfologia
Possui o corpo alongado, cilíndrico ou sacular e é, na maioria das espécies, dividido em uma curta região anterior da cabeça, um estreito pescoço, grande tronco que constitui a maior parte do corpo e um pé terminal. Seu corpo é frequentemente dividido em uma série de anéis transversais que subtraem em diâmetro anterior e posteriormente a partir do maior anel no centro do tronco. Os músculos longitudinais ocasionam encaixe dos anéis do pé uns nos outros e no tronco, para encurtar o corpo. Um par de músculos retratores puxa a cabeça para o tronco. A Corona ciliada é como um anel epidérmico celular ciliado que percorre ao longo da cabeça. De um modo geral, a corona apresenta a parte ventral do anel, chamada campo bucal, que circunda a boca. A faixa circum-apical dorsal se estende do campo bucal até o topo da cabeça, e a extremidade anterior ciliada da cabeça, rodeada pela corona, é campo apical. Uma estrutura que também é característica do grupo é o mástax, que constitui a faringe muscular do animal e é composto por sete peças duras chamadas trofos. Estas peças são modificadas de acordo com o tipo de nutrição do animal. A função do mástax é a de triturar os alimentos para posterior digestão. O mástax possui muitos músculos que controlam um complexo conjunto de mandíbulas, que consiste em proteínas endurecidas, ligeiramente flexível, como cutícula.O aparelho mandíbula é chamado de trophi e tritura a comida trazida para baixo pela ação ciliar. O trophi consiste de uma série de estruturas que mostram variações consideráveis. Em algumas espécies essas estruturas podem estar arranjadas em formatos complexos. Existem sulcos pequenos, travessas, e saliências sobre as pequenas projecções dos componentes que podem ser usados para identificar espécies, mas em muitos casos são distintos. (RUPERT; BARNES, 1996, WELCH, 2000).
Os olhos, as antenas e as aberturas das glândulas cerebrais estão situados no campo apical. As células epiteliais da corona são multiciliadas. Há sete variedades no padrão básico da corona, a coroa de cílios pode estar reduzida, aumentada, modificada e até mesmo ausente em alguns rotíferos. Quando ausente a espécie se alimenta por suspensão através de uma fileira de grandes cílios compostos denominada troco. A cabeça de algumas espécies rotíferas possui uma projeção mediano-dorsal chamada rostro. O rostro é como uma pequena projeção formada por cílios e cerdas sensoriais em sua extremidade e também é aderente.

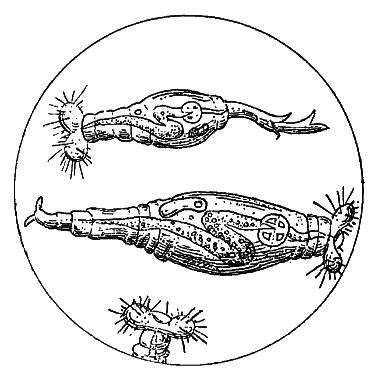
La Nature - 1873 - Les Infiniments petits - Rotifères - p060

## Revestimento e Sustentação
Abaixo da cutícula há uma epiderme sincicial, que segrega a cutícula, e bandas de músculos subepidérmicos, alguns circular, alguns longitudinal, e alguns correndo através da pseudocele para os órgãos viscerais (Fig. 09). A cutícula verdadeira é uma secreção extracelular da epiderme que, em geral, funciona como um esqueleto para proteção e ligação dos músculos, enquanto a cutícula dos rotíferos não contem colágeno ou quitina e é uma fina camada glicoproteica sem significado esquelético. Em alguns rotíferos, a epiderme produz uma lâmina intra-sincicial, essa lâmina funciona como esqueleto, dando proteção e um lugar para a ligação 26 muscular. Esta lâmina é chamada lorica. A lorica pode ser dividida em placas distintas e seções aneliformes e costuma ser ornamentada com sulcos, espinhos ou apêndices articulados. Abaixo da epiderme há uma musculatura corporal muito desenvolvida composta por fibras transversais estriadas e lisas, as fibras se estendem de uma unidade do esqueleto epidérmico ate a outra e se ligam por tonofilamentos que passam pela epiderme, aos hemidesmossomos nas laminas intra-sincicial.

## Locomoção e Nutrição
Os rotíferos movem-se por rastejamento, pelo batimento ciliar da corona ou saltando pela água usando apêndices especializados, pois a grande maioria habita o fundo da água ou vive em vegetação submersa. A corona é retraída quando o animal rasteja e o pé se adere ao substrato, usando a secreção adesiva das glândulas podais, então estende o corpo, fixa o rostro, libera o pé para se mover para frente e novamente se prende ao substrato com o pé, o resultando em uma locomoção por mede-palmo, como uma sanguessuga, por exemplo.Os rotíferos planctônicos nadam continuamente e são adaptados a se manter em uma posição favorável na coluna d’água. A boca dos rotíferos é anterior e ventral geralmente rodeada por parte da corona. Ela se abre para um tubo bucal ciliado ou, nas espécies que se alimentam por suspensão, diretamente para a faringe. A faringe apresenta um conjunto de mandíbulas denominado mástax uma característica peculiar dos rotíferas. O mástax é utilizado para capturar e processar mecanicamente o alimento e como é típica de partes bucais, sua estrutura varia consideravelmente de acordo com táxon.

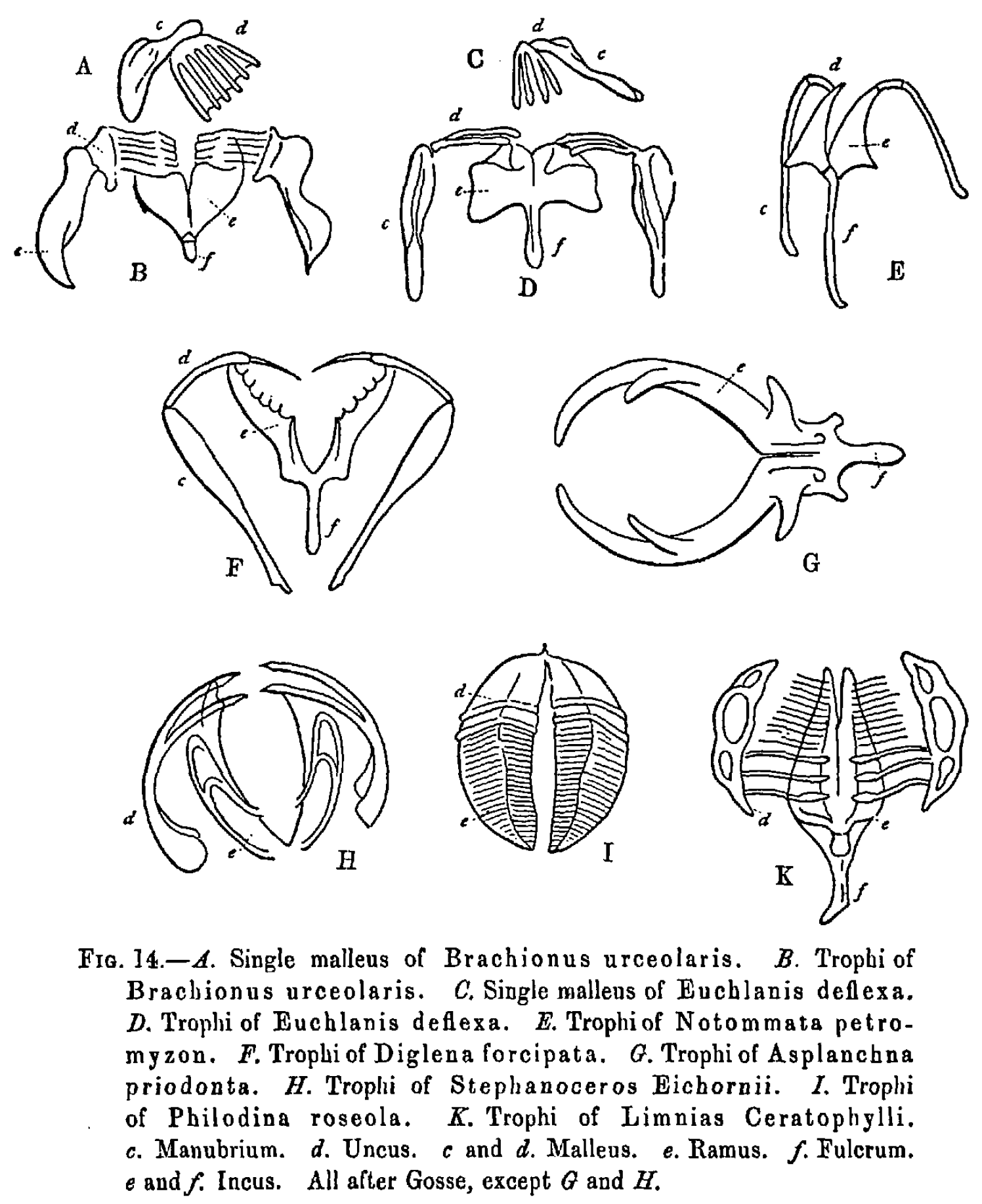
Trophis de rotíferos

## Reprodução e ciclo de vida
Entre os rotíferos, os bdelóideos possuem o ciclo de vida mais simples. As fêmeas são diploides produzem apenas um tipo de ovo, enquanto os machos são ausentes e a reprodução é assexuada, por partenogênese,as fêmeas produzem ovos diploides por mitose e os ovos eclodem com mais fêmeas diploides. Já em rotíferos monogonontes, o ciclo de vida é mais complexo, pois a reprodução pode ser bissexual ou por partenogênese, e vários tipos de ovos podem ser produzidos.
No ciclo partenogenético ou amíctico, uma fêmea amíctica diploide produz um ovo de casca fina, que não pode ser fertilizado e consequentemente se desenvolve em uma fêmea idêntica a mãe, esse ovo é denominado ovo amíctico, de rápida eclosão de 12 a 24 horas. Um segundo tipo de ovo descrito é o ovo monogononte, denominado ovo míctico, que também possui casca fina, mas provem da meiose e, portanto é haploide, se esses ovos não forem fertilizados, eles se desenvolverão em machos haploides. Os ovos haploides, fertilizados por machos produzem cascas densas e resistentes, estes ovos são chamados de ovos dormentes. Estes ovos são diploides e eventualmente irão eclodir em fêmeas diploides. Os ovos dormentes tem um embrião em dia pausa, capaz de resistir a dessecação, temperaturas extremas e outras condições adversas e pode não eclodir por vários meses, ou anos. Os rotíferos exibem uma clivagem espiral modificada. A divisão nuclear é completada cedo no desenvolvimento e os indivíduos eclodem com o número de núcleos característico de cada espécie. O crescimento pós-embrionário é resultado do aumento do tamanho ou espaço das células, não adição de novas células. O desenvolvimento é determinado e direto sem estagio larval verdadeiro.
Ciclomorfose - Ruppert et al. (2005), tem uma visão peculiar na qual descreve a ciclomorfose dos rotíferos. De acordo com o autor, vários rotíferos pelágicos sofrem mudanças sazonais na forma ou nas proporções do corpo, um fenômeno conhecido como ciclomorfose. Durante uma estação do ano, indivíduos de algumas espécies possuem espinhos mais longos ou mais curtos que aqueles desenvolvidos por seus descendentes geneticamente idênticos durante outra estação como descreve Ruppert et al. (2005).
Em Brachionus sp, segundo Ruppert et al. (2005), os espinhos de gerações subsequentes podem ser induzidos por escassez de alimento, baixas temperaturas e cairomonios produzidos pelo rotífero predador Asplanchna sp. Espinhos maiores protegem o o Brachionus de ser predado. Mudanças morfológicas similares são observadas em cladoceros e em alguns dinoflagelados.

### Criptobiose
Os metazoários que habitam poças temporárias e solos úmidos se deparam com a ameaça da desidratação e outros extremos físicos, estes indivíduos desenvolvem adaptações reprodutivas, como no caso dos rotíferos, ovos resistentes, que permite que o embrião sobreviva em condições extremas, mesmos que os adultos morram. Para uma criptobiose bem-sucedida, o animal deve dissecar lentamente, por vários dias, enquanto o animal seca, a forma do corpo muda para diminuir o volume e minimizar a área da superfície, os rotíferos diminuem cerca de 25% de seu tamanho normal. A criptobiose é verdadeiramente um estado de morte, o metabolismo é infinitamente baixo, na ausência de metabolismo e em desidratação quase total, os animais criptobioticos estão essencialmente mortos, mas capazes de reviver, por esse motivo os rotíferos sobrevivem em ambientes extremos.

## Sistema Nervoso
Rotiferos tem um cérebro pequeno, localizado logo acima da mastax, a partir do qual um certo número de nervos se estende por todo o corpo. O número de nervos varia entre espécies, embora o sistema nervoso normalmente tenha uma disposição simples. Perto do cérebro se encontra um órgão retrocerebral, consistindo de duas glândulas de ambos os lados de um saco medial. O saco drena para um duto que se divide em dois antes de abrir através de poros na parte superior da cabeça. Sua função não é clara.
Rotíferos normalmente possuem um ou dois pares de antenas curtas e até cinco olhos. Os olhos são simples na estrutura, às vezes com apenas um único células fotorreceptoras. Além disso, as cerdas da coroa é sensível ao toque, e também há um par de pequenos buracos revestidas pelos cílios sensoriais, na região da cabeça.

## Taxonomia
Rev. John Harris primeiro descreveu os rotíferos em 1696 como "um animal como um grande verme que pode contrair-se em uma figura esférica e, em seguida, estender-se para fora de novo, no final de sua cauda apareceu com um fórceps, como que de uma tesourinha". Em 1702, Anton van Leeuwenhoek deu uma descrição detalhada de Rotífero vulgaris e posteriormente descrito ringens Melicerta e outras espécies. Ele também foi o primeiro a publicar observações de certas espécies após a secagem. Outras formas foram descritas por outros observadores, mas não foi até a publicação de Ehrenberg Die Infusionsthierchen als vollkommene Organismen por Christian Gottfried em 1838 que os rotíferos foram reconhecidos como sendo animais multicelulares. Cerca de 2.200 espécies de rotíferos têm sido descritos. Sua taxonomia está atualmente em um estado de fluxo. O filo rotifera foi subdivididos em três classes: Seisonidea, Bdelloidea e Monogononta.

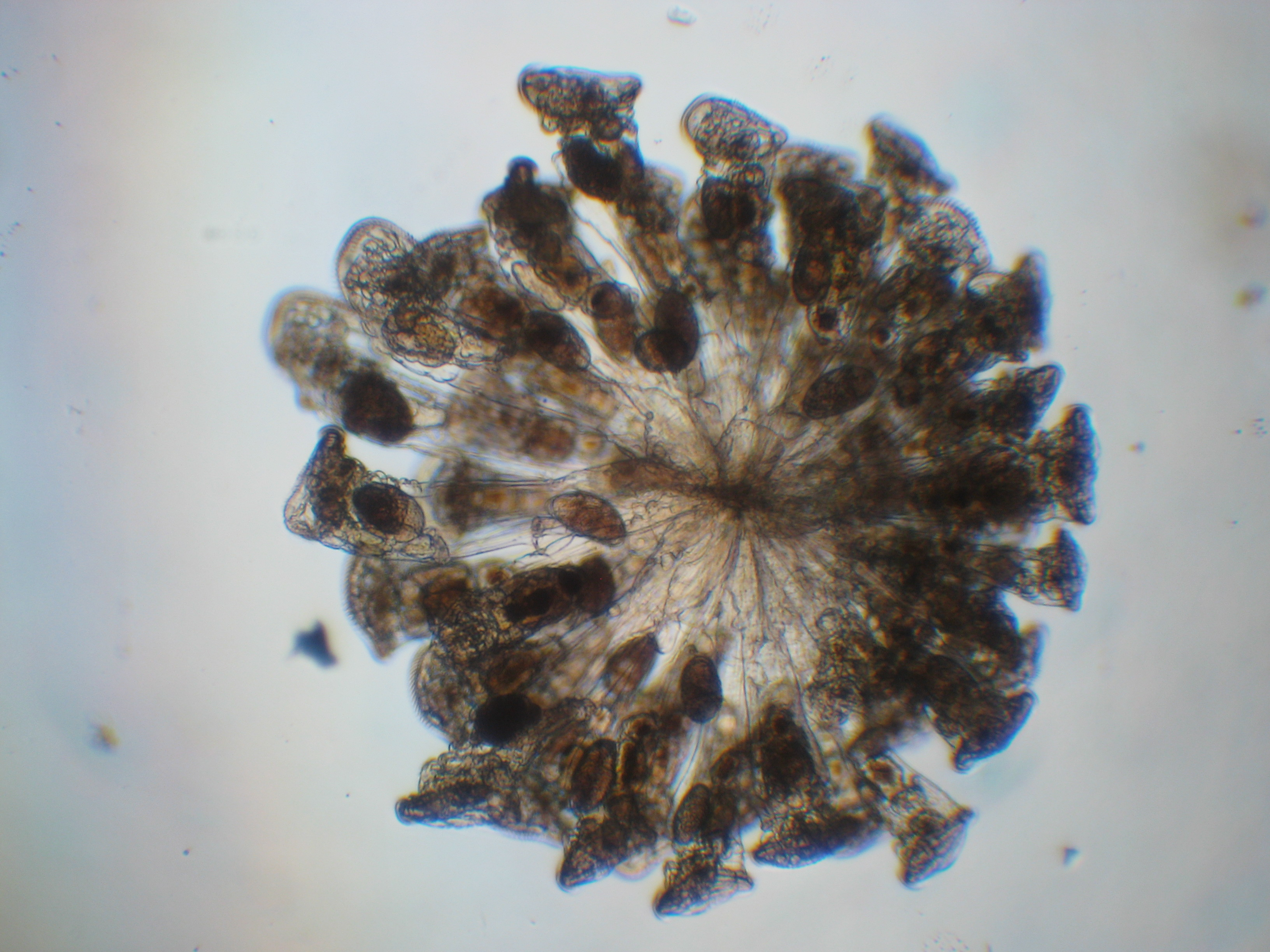
20100708 colonial rotifer Conochilius

O grupo maior é a Monogononta, com cerca de 1500 espécies, seguida pela Bdelloidea, com cerca de 350 espécies.. Existem apenas dois gêneros conhecidos com três espécies de Seisonidea. O Acanthocephala, anteriormente considerada um filo separado, têm sido demonstrado ser rotíferos modificados. A relação exacta de outros membros do filo ainda não foi resolvido. Uma possibilidade é que Acanthocephala esteja mais próximo do Bdelloidea Monogononta e que ao Seisonidea;. Os nomes e as relações correspondentes são mostradas no cladograma presente nessa página.
Rotifera, estritamente falando, estão confinados à Bdelloidea e o Monogonata. Rotifera, Acanthocephala e Seisonida compõem um clado chamado Syndermata.
- Superclasse Seisona
  - Classe Seisonidea
- Superclasse Eurotatoria
  - Classe Bdelloidea
    - Ordens Adinetida
      - Philodinida
      - Philodinavida

  - Classe Monogononta
    - Ordens Collothecacea
      - Flosculariacea
      - Ploimida

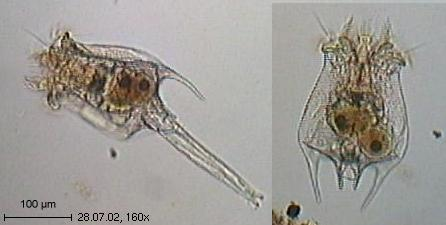
Planktonic rotifer

O estado de São Paulo possui 236 espécies de rotíferos das 457 encontradas no Brasil (aproximadamente metade). O conhecimento atual dos rotíferos necessita, porém, de intensa revisão na identificação de algumas espécies descritas, assim como expansão das áreas de coletas. A maioria dos trabalhos considera, em geral, pontos de amostragem na região limnética dos lagos e reservatórios (de onde estão descritas a maior parte das espécies ou os gêneros de rotíferos), negligenciando importantes microhábitats presentes em regiões litorâneas, em meio às macrófitas, locais rasos e outros (além dos rios que foram satisfatoriamente amostrados)(Projeto Biota Fapesp www.biota.org.br/iRead).

## Relevância Ecológica e Econômica

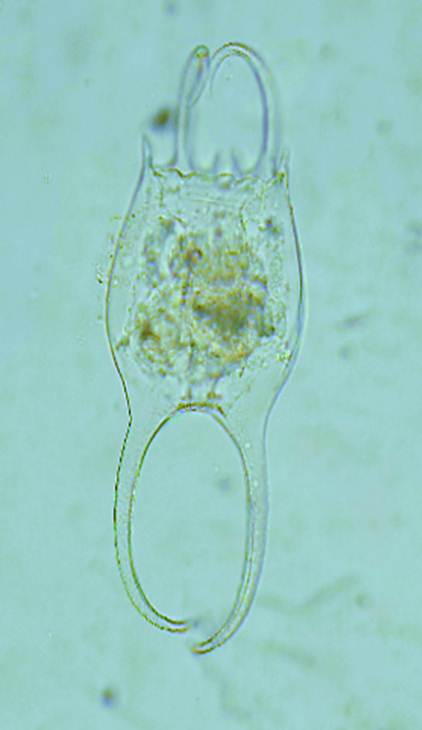
Brachionus falcatus Zacharias, 1898: é uma espécie de Rotifera planctônica, consiste em um importante componente do zooplâncton de reservatórios eutrofizados.

Rotíferos são considerados organismos oportunistas encontrados em alta densidade na maioria dos reservatórios superando os outros grupos do zooplâncton, várias espécies apresentam uma grande capacidade para se adaptar às mudanças ambientais. São comumente registrados para ambientes com altos teores de nutrientes, tendo preferência por ambientes eutrofizados, principalmente reservatórios de água doce.
Encontra-se na biota aquática, variados indicadores biológicos, pois o meio vem sendo agredido constantemente pela ação humana, através de uso indiscriminado de fertilizante agrícola, dejetos industriais, escoamento de esgoto, lixo urbano, entre vários fatores.Entre os bioindicadores estudados do meio aquático, destacam-se os rotíferos.
Desta forma, investigações sobre a comunidade de rotíferos planctônicos, animais microscópicos, foram desenvolvidos tendo como objetivo identificar a presença destes seres indicadores da qualidade ambiental. sendo importante também por constituir o zooplâncton, fundamental para alimentação e sobrevivência de outros animais aquáticos. Amplamente utilizados como indicadores de poluição e das condições ambientais os rotíferos tornam-se animais de grande valor ecológico. Estes metazoários executam importante papel na restauração de nutrientes e na transferência de energia nas teias alimentares, estão diretamente envolvidos no crescimento das populações de bactérias e fungos abrangidos na remineralização de nutrientes.
O principal uso desses animais na economia atual é o de alimento para larvas de peixes, pois os rotíferos têm ciclo de vida rápido e tem um alto teor energético, sendo mais eficientes na alimentação de larvas de peixes do que dietas artificiais (LUBZENS, ZMORA; BARR, 2000). Outro importante campo de pesquisa que envolve o grupo é o da ecotoxicologia em que são usados dados da dinâmica de população para avaliar a influência de determinados fatores abióticos sobre a população de rotíferos. As populações focais deste tipo de estudo são espécies de rotíferos e o gênero mais usado nesses ensaios é o Brachionus (Yúfera, 2001). Esse tipo de estudo que analisa as alterações na sua composição populacional natural decorrentes de variações ambientais, demonstram a possibilidade de uso de rotíferos como bioindicadores (Projeto Biota Fapesp www.biota.org.br/iRead).

## Classificação e filogenia dos rotíferos
Com base em certas similaridades morfológicas, os rotíferos e os acantocéfalos (os vermes parasitas que constituem o filo Acanthocephala) foram durante muito tempo considerados como parentes e estudos recentes das sequências do gene rRNA 18S corroboraram este parentesco. Estes dois grupos foram durante algum tempo classificados como pseudocelomados, juntamente com uma série de outros vermes, mas as últimas análises filogenéticas puseram em causa esta hipótese dos Pseudocoelomata serem um grupo natural. De fato, muitos animais pseudocelomados, como os priapulídeos e os nemátodes, parecem ter relações muito mais próximas dos artrópodes num grupo chamado Ecdysozoa, enquanto que outros animais com um pseudoceloma, como os rotíferos e os acantocéfalos, parecem estar mais próximos dos moluscos, anelídeos e braquiópodes, num grupo denominado Lophotrochozoa.
O filo Rotifera é dividido em três classes: Monogononta, Bdelloidea e Seisonidea, entre os quais o maior é o primeiro, com cerca de 1500 espécies, seguido pelos Bdelloidea, com cerca de 350 espécies. Conhecem-se apenas duas espécies de Seisonidea, que são normalmente consideradas como mais "primitivas".